# Rita Traut Kabeto
Rita Traut Kabeto (* im 20. Jahrhundert) ist eine deutsch-US-amerikanische Illustratorin und Autorin.

## Leben und Wirken
Rita Traut wurde in Deutschland in eine große Geschäftsfamilie hineingeboren. Seit 1961 lebt sie in den USA, wo sie an der Eastern Washington University in Cheney einen Bachelor-Abschluss im Fachbereich Englisch machte. Sie schrieb und illustrierte mehrere Kinder- und Jugendbücher.
Nach eigener Aussage haben sie schon als Kind die „enorm detaillierten Illustrationen“ von Ruth Koser-Michaëls gefesselt. Ihr eigener Stil „wurde durch den ihrigen bedeutend beeinflusst“.
Rita Traut Kabeto ist mit einem Äthiopier verheiratet und Mutter von vier Kindern. Sie lebt in Portland, Oregon.

## Werke
- The Bradburys. 1993
- Weird Steffi. 2001
- Run Away Jamie. 2009
- When The Blackbird Called. 2011
- How the Mouse Spoiled Everything. 2011
- Fanny'S Flight. 2011
- Dagobert. 2012

### Ohne Jahresangabe
- The Pigeon Hunt and Other Pitfalls.
- Tales from Bohemia.
- Call from the Past.
- Grimm's Fairy Tales.